# Skillinge
Skillinge ist ein Ort (tätort) in der südschwedischen Gemeinde Simrishamn in der Provinz Skåne län. 2015 hatte er 975 Einwohner.

## Gesellschaft

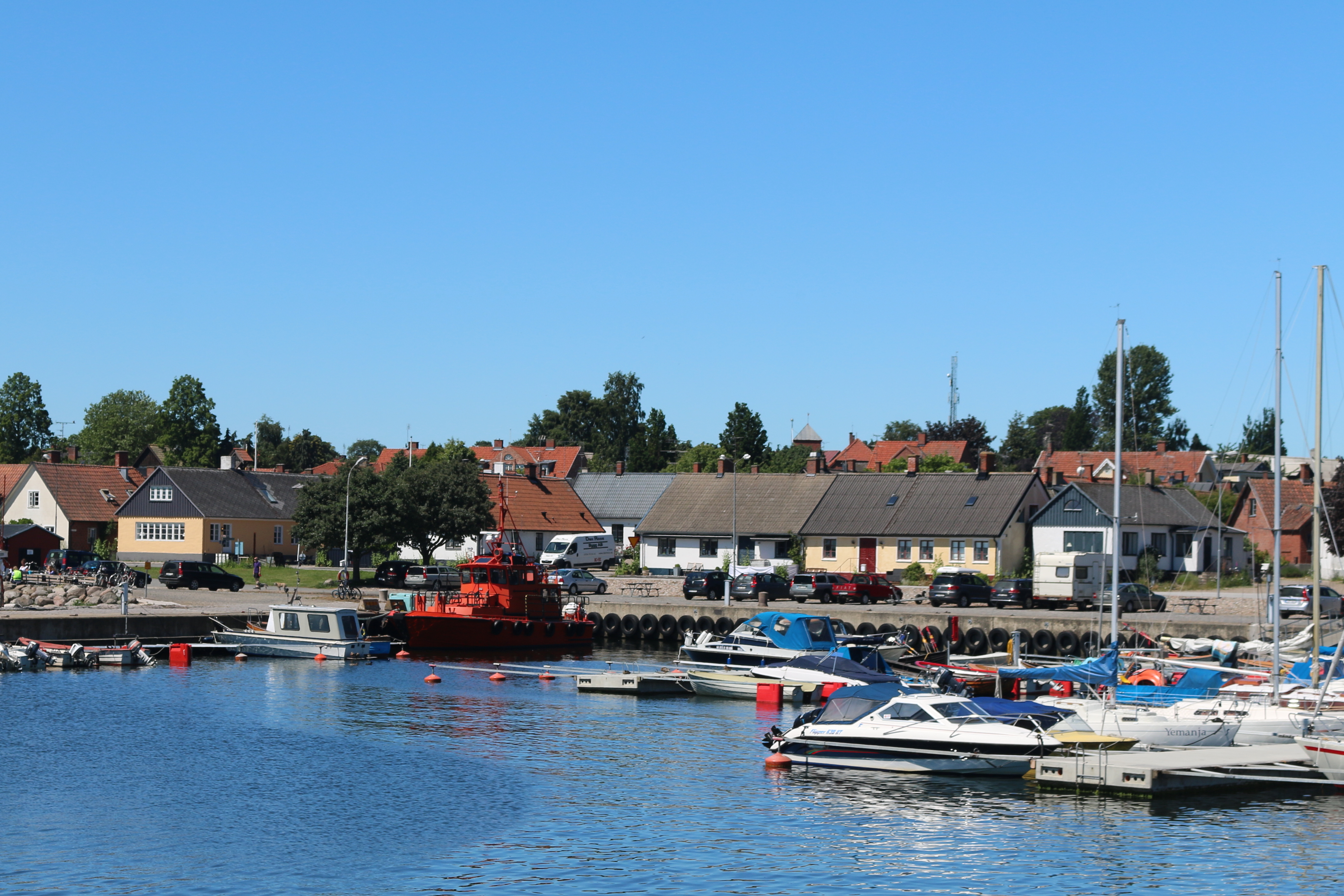
Blick über den Yachthafen auf Skillinge

Skillinge hat sowohl einen Yachthafen als auch einen Fischereihafen. Der Ort ist bekannt für sein touristisches Leben im Sommer. Wanderer gelangen über den Österlenleden, einen Teil des Fernwanderwegs Skåneleden, in das Dorf.
Im Dorf gibt es ein Theater und mehrere Galerien, so wie die Skillinge Mölla. Eine Kapelle befindet sich in einem ehemaligen Stall aus dem 18. Jahrhundert. Ebenfalls gibt es ein Seefahrtmuseum in Skillinge.
In Skillinge gibt es eine Seenotrettungsstation mit dem Rettungsschiff Gad Rausing.

## Wirtschaft
Die Haupteinnahmequellen von Skillinge sind vor allem die Fischerei und der Tourismus. Es gibt mehrere Unternehmen aus verschiedenen Branchen im Ort, die zum Unternehmensverband Skillinge Företagareförening gehören.

## Bevölkerungsentwicklung
| Jahr      | 1960 | 1965 | 1970 | 1975 | 1980 | 1990 | 1995 | 2000 | 2005 | 2010 | 2015 | 2016 | 2017 |
| --------- | ---- | ---- | ---- | ---- | ---- | ---- | ---- | ---- | ---- | ---- | ---- | ---- | ---- |
| Einwohner | 780  | 723  | 704  | 746  | 777  | 919  | 919  | 890  | 841  | 859  | 975  | 989  | 974  |

Quelle

## Bildergalerie

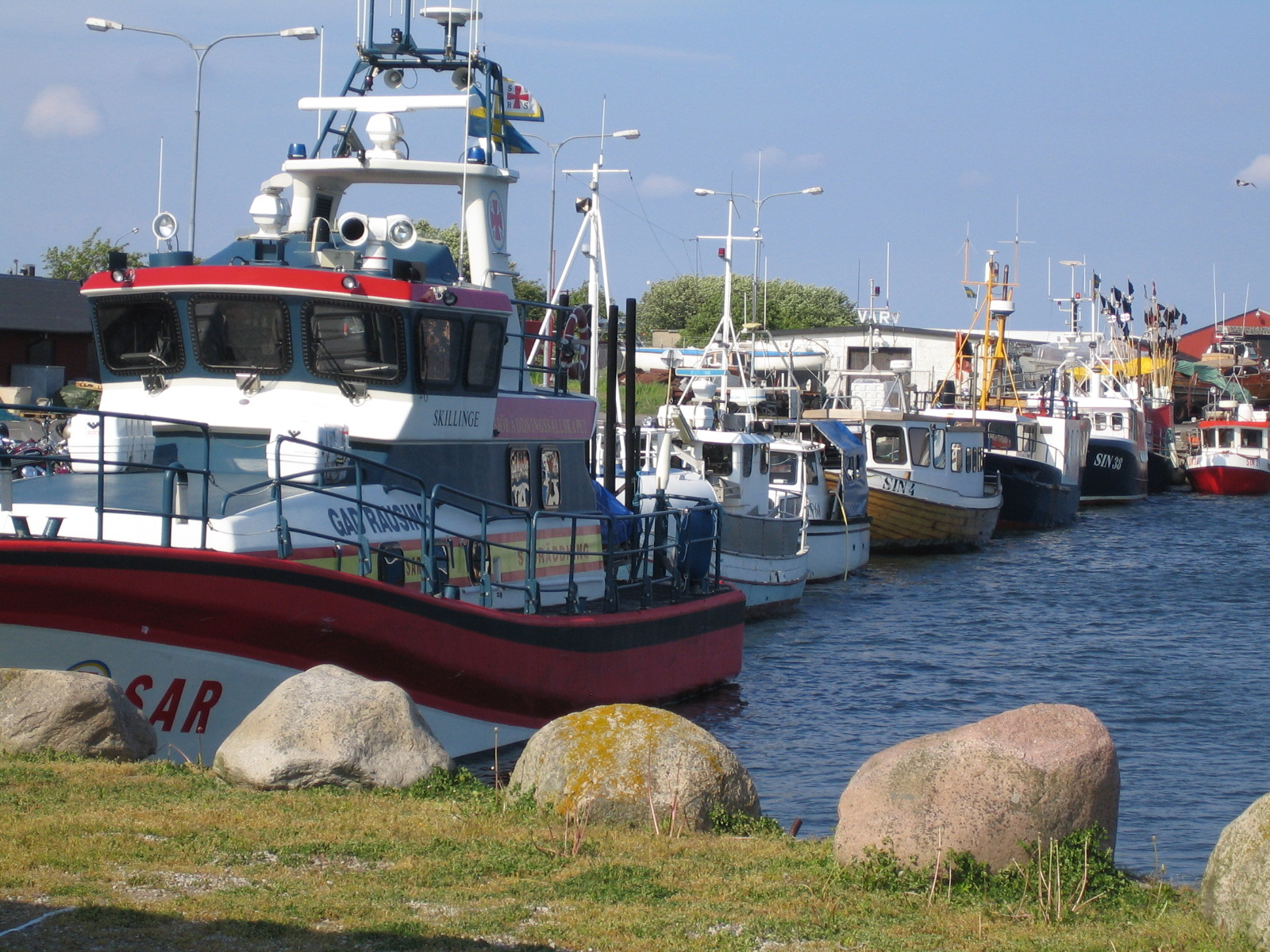
Der Yachthafen, im Vordergrund das Seenotrettungsschiff Gad Rausing
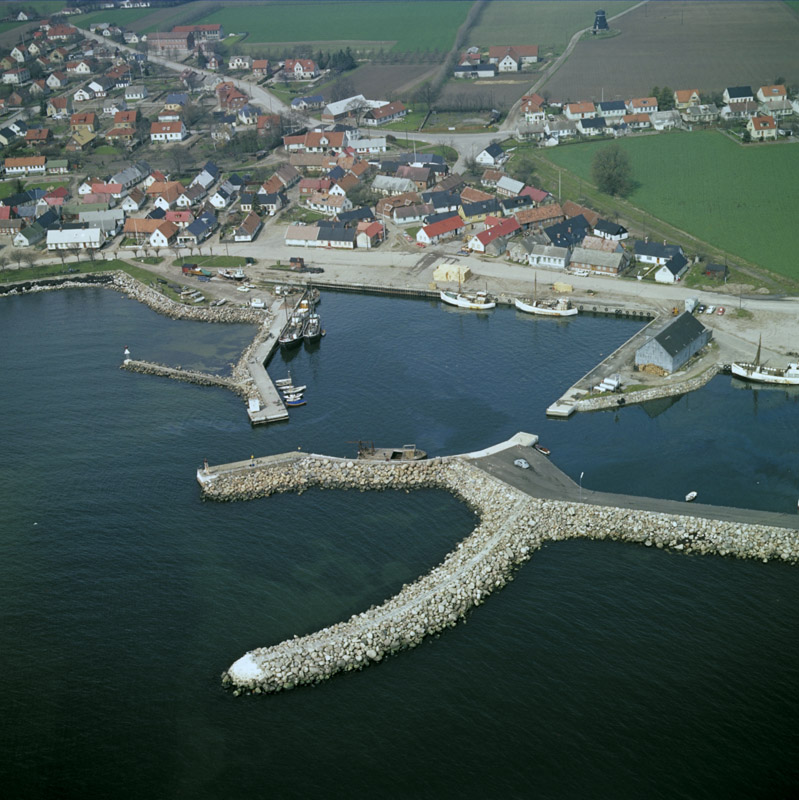
Fischereihafen
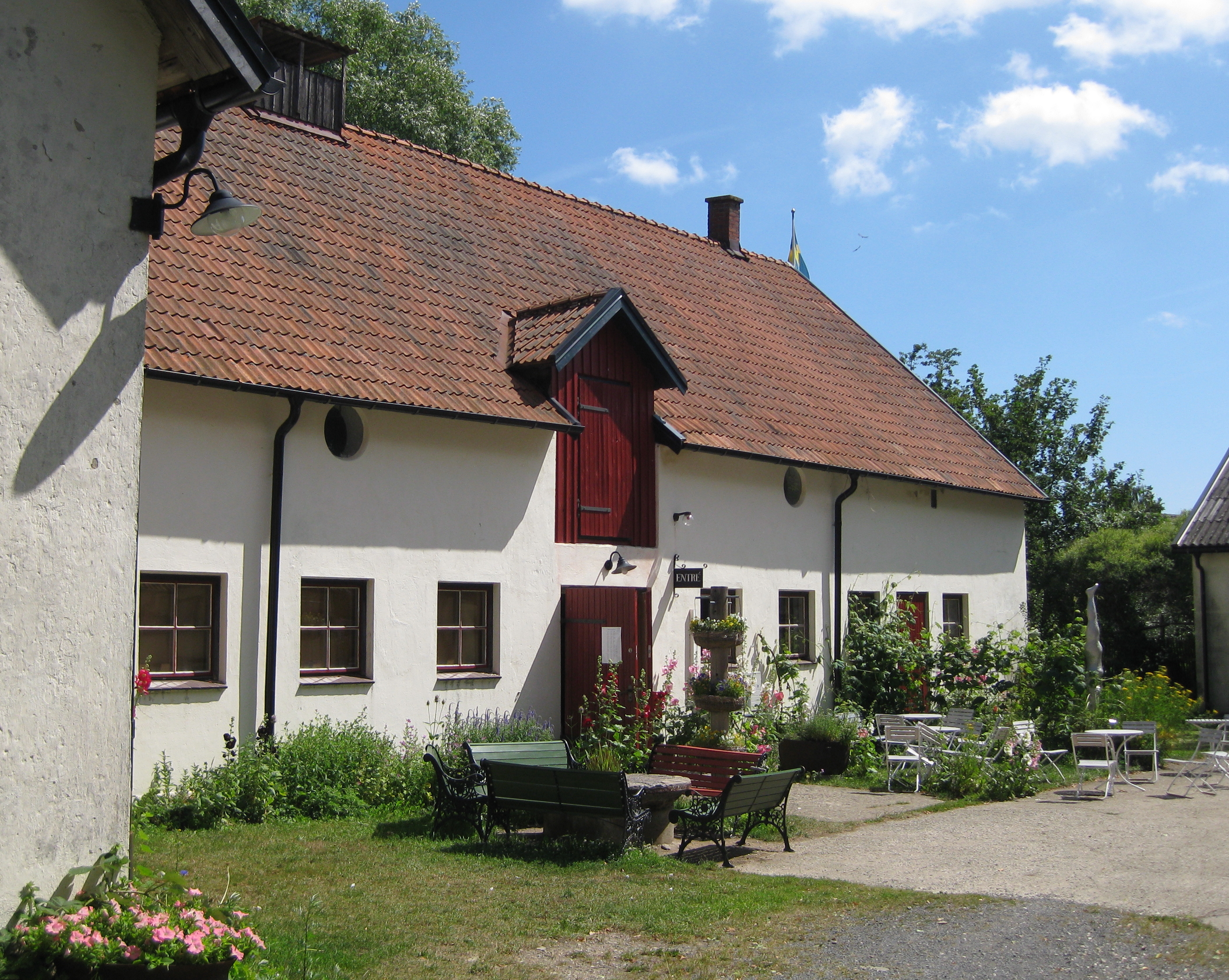
Theater
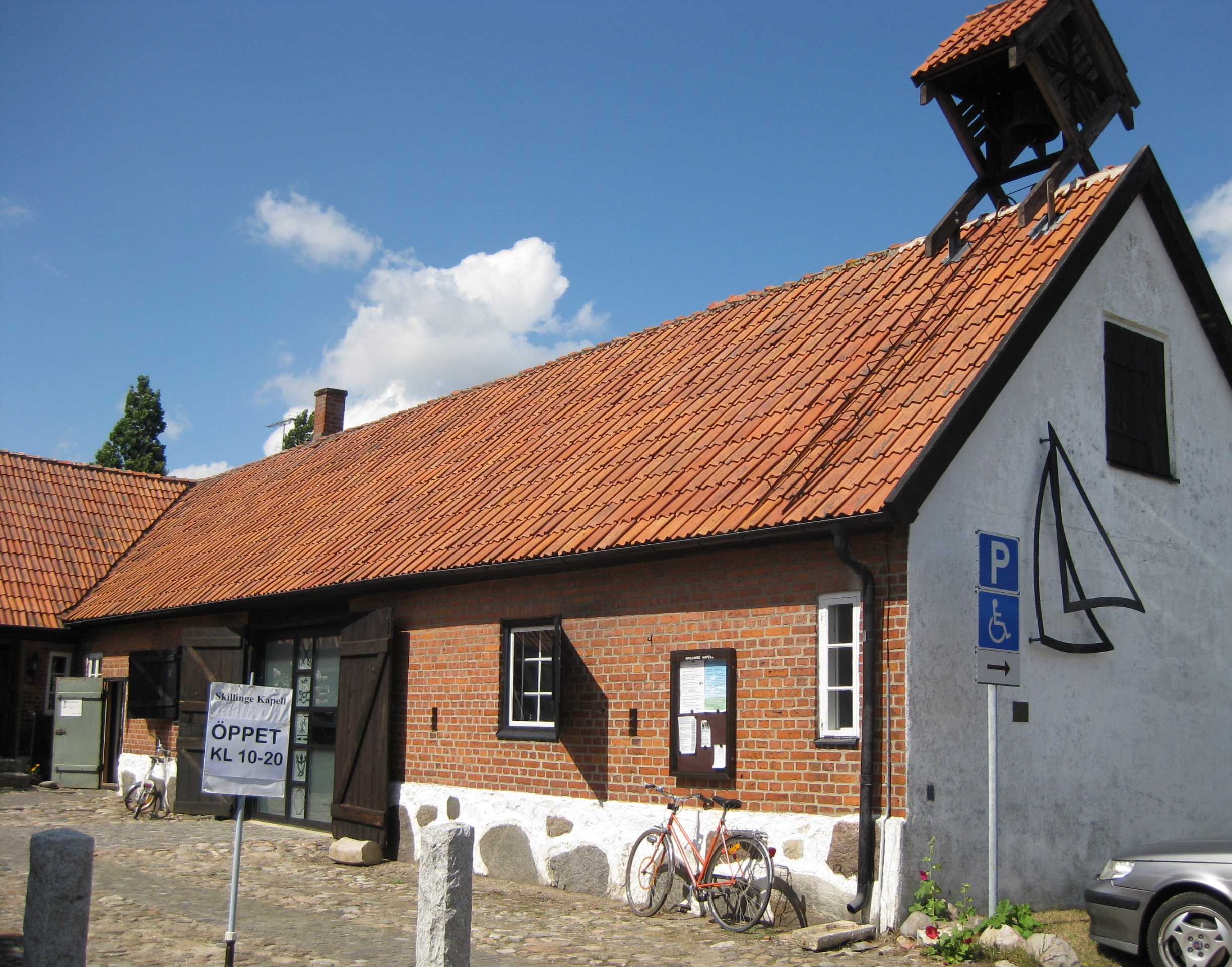
Die Kapelle im Bauernhaus aus dem 18. Jahrhundert
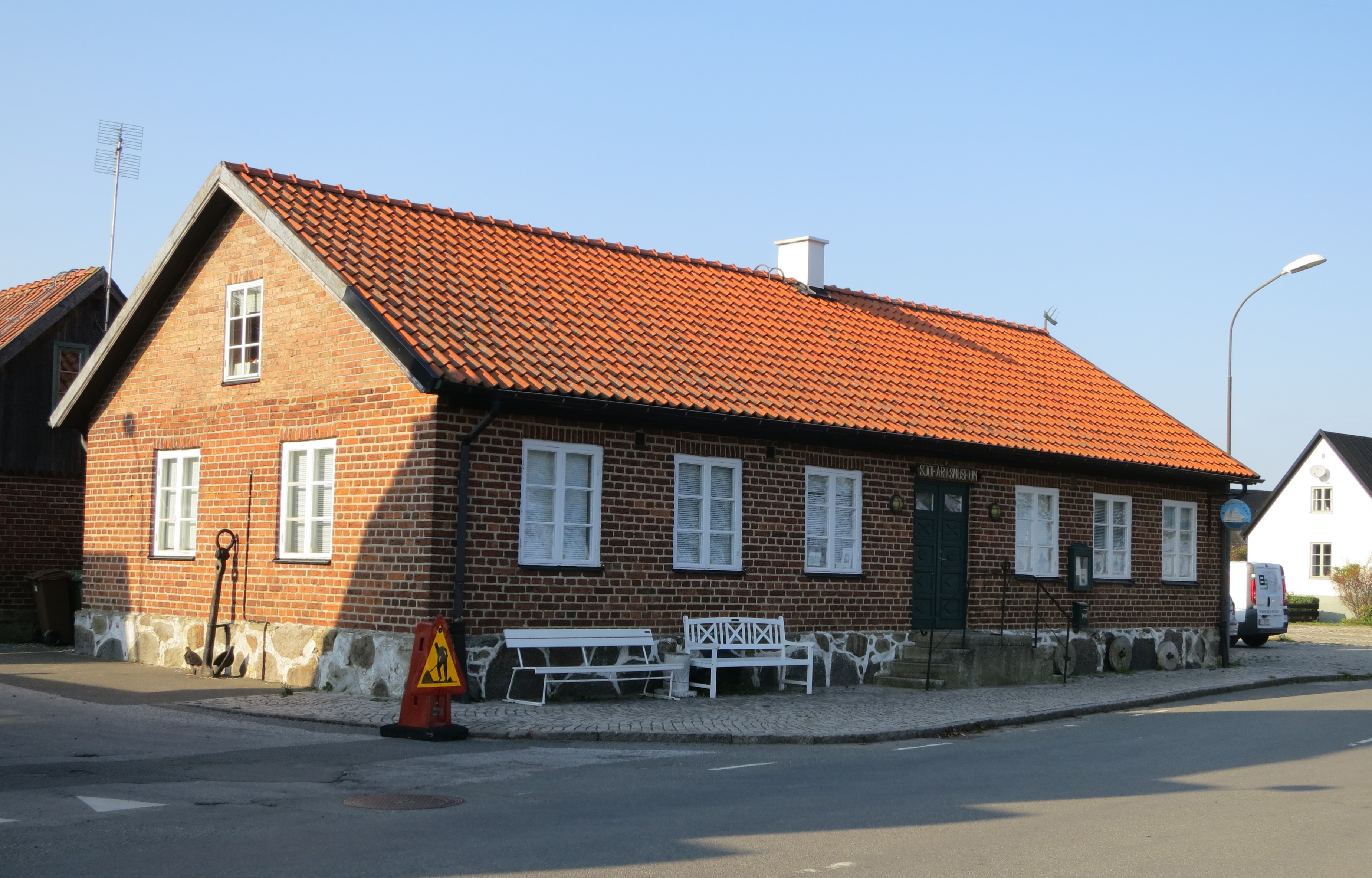
Seefahrtsmuseum
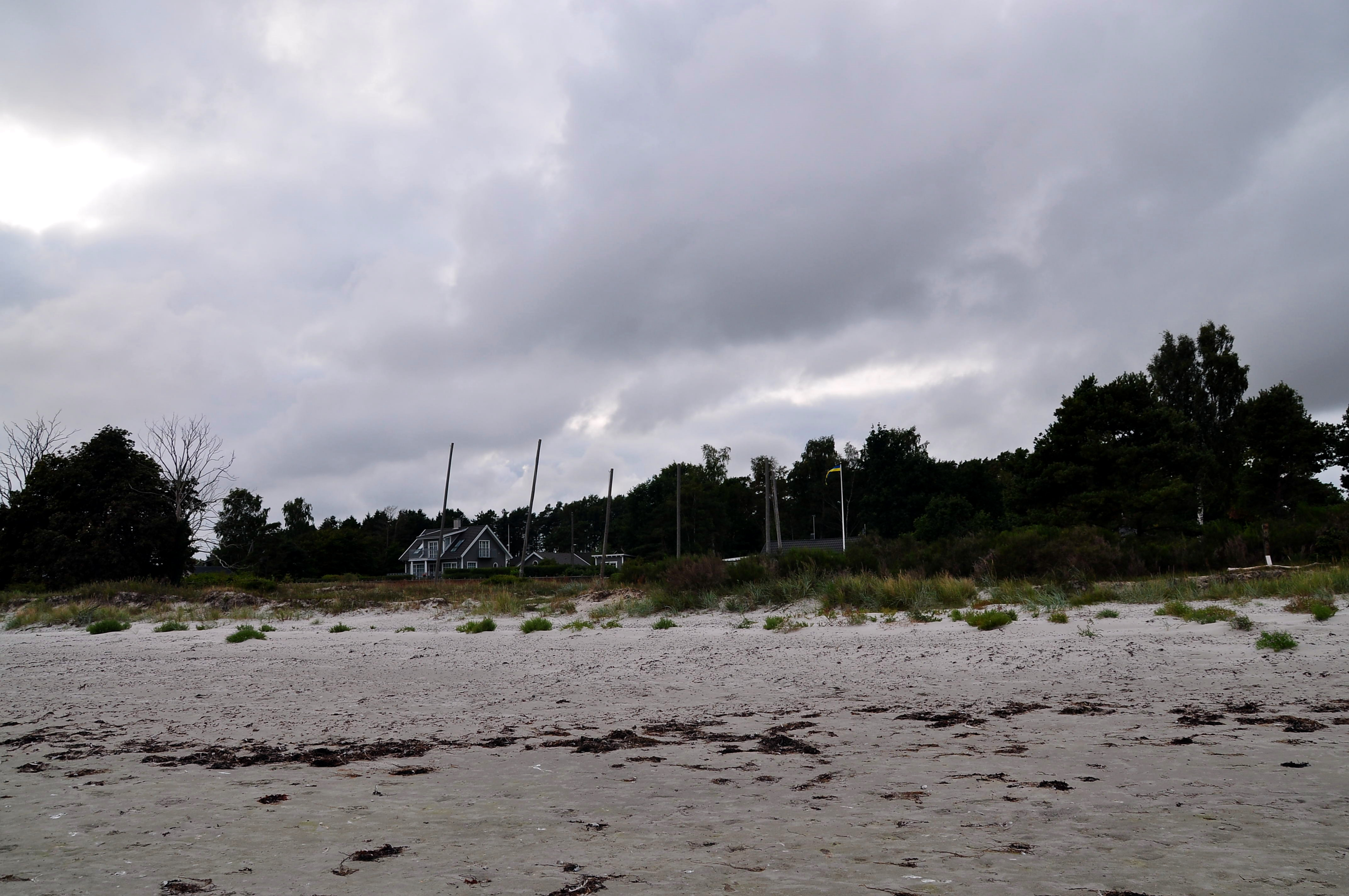
Strand südlich von Skillinge